# نيلي نوغينت سومرفيل
إليانور نوغينت سومرفيل (25 سبتمبر 1863-28 يوليو 1952) أول امرأة تُنتخب لعضوية الهيئة التشريعية لولاية ميسيسيبي. سرعان ما انتُخبت ابنتها لوسي سومرفيل هوورث، لعضوية تلك الهيئة أيضًا، وأصبحت الاثنتان ثاني زوج- من أم وابنتها- يُنتخب لعضوية المجلس التشريعي لولاية في الولايات المتحدة، خلفًا لهيلين تيمونز هندرسون وهيلين روث هندرسون من فرجينيا.

## الحياة والمسيرة المهنية
ولدت إليانور نوغينت في غرينفيل في ميسيسيبي، لعائلة تنتمي إلى طبقة المزارعين الأرستقراطية في الولاية، خلال منتصف الحرب الأهلية الأمريكية، ووالداها ويليام لويس نوغينت وإليانور سميث نوغينت. كان جدها الأكبر سيث لويس، ثاني رئيس قضاة في إقليم المسيسيبي ومنظم نظامها القضائي. كان والدها في الجيش الكونفدرالي، وأصيب جدها برصاص قوات جيش الاتحاد الذين أحرقوا منزلهم أيضًا. سرعان ما توفيت والدتها، وزوجة أبيها أيضًا، وتُرك الأمر لجدتها من أمها إس ميرا كوكس سميث لاستعادة ثروة الأسرة خلال عصر إعادة الإعمار. تزوج والدها فيما بعد للمرة الثالثة. ولدت نيلي بيد مشوهة، واعتادت إخفاءها تحت منديل أو بقفاز، وكانت ماهرة بما يكفي في إخفاء تلك اليد لدرجة أنها تمكنت من الفوز في لعبة الكروكيت باليد الواحدة.
التحقت بكلية وايتوورث للإناث، ووُصفت هناك بأنها «أذكى بكثير من أن يدرّسوها» قبل أن تتخرج كطالبة متفوقة من كلية مارثا واشنطن في فيرجينيا في عام 1880، وتعود إلى غرينفيل، حيث درّست أطفال مصرفيّ محلي لفترة قبل الزواج من المهندس المدني روبرت سومرفيل في عام 1885. كان للزوجين أربعة أطفال، وظلت قريبة منهم، وقد دعاها ويليام نوغينت لدراسة القانون في مكتبه، لكنها رفضت مدعية أنها مضطرة لرعاية جدتها.
كانت سومرفيل ميثودية متدينة وناشطة في شؤون الكنيسة، وأصبحت نشطة في الاتحاد النسائي المسيحي للاعتدال وحركة حق تصويت المرأة، وقد انتُخبت في عام 1897 رئيسة لفرع الولاية للجمعية الوطنية لحق تصويت المرأة الأمريكية. كانت أيضًا أمينة صندوق جمعية حق تصويت المرأة الجنوبية. كانت عضوةً في نادي هيباتيا في غرينفيل حتى عام 1898، وهي جمعية نسائية للمدعوات فقط، حيث تُكتب الأوراق الخاصة وتُقدم للمناقشة، ويُقال إن الغرباء أسِفوا بشدة لعدم دعوتهم لحضور الاجتماعات.

### المسيرة السياسية
ترشحت سومرفيل لعضوية مجلس نواب ولاية ميسيسيبي في عام 1922، وفازت بأحد المقاعد في المنطقة الكبرى في الانتخابات التمهيدية للحزب الديمقراطي. كان ذلك بمثابة الانتخابات نظرًا لندرة الجمهوريين في سياسات الدولة. دافعت خلال فترة ولايتها عن القضايا التقدمية وألزمت الحاكم هنري إل ويتفيلد ضمن حملته الانتخابية بالتعهد تعيين النساء في مجالس إدارة الولاية.
عملت أيضًا كمندوبة في المؤتمر الوطني الديمقراطي لعام 1924، وأُعيد انتخابها في عام 1926، لكن زوجها توفي قبل ذلك بعام ولم تتعاف أبًدا من حزنها. رفضت أثناء فيضان المسيسيبي العظيم عام 1927 إخلاء ممتلكاتها بصفتها ممثلة الولاية، ما أدى رد فعل غاضب من مسؤولي الصليب الأحمر الأمريكي. رفضوا قبول مساهماتها، وانسحبت من حملة إعادة انتخابها عام 1928 محبطةً. ناصرت قضية التعليم خلال توليها منصبها، ورعت مشروع القانون الذي أنشأ كلية المعلمين بولاية دلتا، وحاولت أيضًا حظر عمالة الأطفال في مصانع النسيج، لكنها كانت أقل نجاحًا في هذه الجهود. ترأست لجنة المؤسسات الخيرية التي اكتسبت مكانتها خلال فترة وجودها في المنصب. حققت سجلًا أكثر ليبرالية في منصبها من زميلتها القديمة بيل كيرني. لوحظ أنها مراقبة دقيقة لزملائها المشرعين، واعتبر الأمر جديرًا بالملاحظة عندما فشل مشروع القانون الذي دافعت عنه في إقراره. انشقت عن حزبها في عام 1928 ودعمت هربرت هوفر «المحافظ» ضد آل سميث «المعتدل» في السباق الرئاسي.